# Andrei Aramnau
Andrei Mikalayevich Aramnau (en bielorruso: Андрэй Мікалаевіч Арамнаў; Borísov, URSS, 17 de abril de 1988) es un deportista bielorruso que compitió en halterofilia.
Participó en los Juegos Olímpicos de Pekín 2008, obteniendo una medalla de oro en la categoría de 105 kg. Ganó dos medallas en el Campeonato Mundial de Halterofilia, oro en 2007 y plata en 2019, y dos medallas en el Campeonato Europeo de Halterofilia, plata en 2019 y bronce en 2014.

## Palmarés internacional
| Juegos Olímpicos   | Juegos Olímpicos       | Juegos Olímpicos  | Juegos Olímpicos |
| Año                | Lugar                  | Medalla           | Categoría        |
| ------------------ | ---------------------- | ----------------- | ---------------- |
| 2008               | Pekín (China)          | Medalla de oro    | 105 kg           |
| Campeonato Mundial |                        |                   |                  |
| Año                | Lugar                  | Medalla           | Categoría        |
| 2007               | Chiang Mai (Tailandia) | Medalla de oro    | 105 kg           |
| 2019               | Pattaya (Tailandia)    | Medalla de plata  | 109 kg           |
| Campeonato Europeo |                        |                   |                  |
| Año                | Lugar                  | Medalla           | Categoría        |
| 2014               | Tel Aviv (Israel)      | Medalla de bronce | 105 kg           |
| 2019               | Batumi (Georgia)       | Medalla de plata  | 109 kg           |